# Pogoriełowskij
Pogoriełowskij (ros. Погореловский) – osiedle w Rosji, w obwodzie riazańskim, w rejonie prońskim. W 2021 liczyło 386 mieszkańców.